# Малая Ленинградская улица
Ма́лая Ленингра́дская у́лица — улица в городе Сестрорецке Курортного района Санкт-Петербурга. Проходит от Перепадской набережной за железнодорожную станцию Разлив до Приморского шоссе. Участок от дома 60 до 3-й Поперечной улицы отсутствует.
Название появилось в 1930-х годах. Происходит от проходившей параллельно Большой Ленинградской улицы (ныне в составе улицы Мосина).
Первоначально проходила от Перепадской набережной до 3-й Поперечной улицы. Продлена 31 декабря 2008 года от 3-й Поперечной улицы до Приморского шоссе.
Участок от Перепадской набережной до Приморского шоссе является аллеей в безымянном сквере.

## Застройка
На Малой Ленинградской улице, 62, располагался комплекс зданий Детского приюта. Двух-трехэтажное здание между Малой Ленинградской и Гагаринской улицами было построено в 1906—1910 годах по проекту архитектора Константина Маковского. С 1921 года до начала Великой Отечественной войны главное здание служило люпозорием. После войны его переоборудовали для лечения открытых форм туберкулеза. В 1980 году медучреждение закрыли в связи со снижением количества больных. Постройку планировалось переделать в прачечную и частную клинику, однако эти проекты не были реализованы.
Сам комплекс приюта, в который входили главный корпус, прачечная, баня, парк, фонтан и фрагмент ограды, является объектом культурного наследия. В ноябре 2009 года на заседании совета по сохранению культурного наследия решили сохранить под охраной только главное здание, при этом допускалось его снести и воссоздать. Однако через месяц, в декабре, КГИОП выпустил распоряжение о снятии с охраны всего комплекса. Историко-культурные экспертизы выполнили ООО «Аллегория», ООО «АРС» и ООО «Архитектурно-реставрационная мастерская „Вега“». Впоследствии от воссоздания отказались, поскольку якобы не нашлось достаточного исторического материала.
В августе-сентябре 2010 года все здания приюта снесли. В сентябре 2013 года на этом месте началось строительство жилого дома.